# Picatarta collgris
El picatarta collgris (Picathartes oreas) és una espècie d'ocell de la família dels picatàrtids (Picathartidae). Es troba a Nigèria, Camerun, Guinea Equatorial i Gabon. Els seus hàbitats són els boscos tropicals i subtropicals de frondoses humits de les terres baixes i de l'estatge montà, així com els cursos d'aigua. El seu estat de conservació es considera gairebé amenaçat.